# Daniel Camargo
Daniel Camargo Barbosa (Anolaima, 22 de enero de 1930-Quito, 13 de noviembre de 1994) fue un violador y asesino en serie colombiano.

## Biografía

### Primeros años
Daniel Camargo nació en Anolaima, Cundinamarca, Colombia. Cuando no había cumplido ni un año de edad, su madre murió. Su padre se casó con otra mujer, que tuvo problemas de infertilidad. Eso le provocó problemas mentales a la mujer que recayeron en el pequeño Daniel. De hecho, vistió a Camargo con ropa de niña y lo obligaba a ir al colegio vestido de esta manera. A pesar de todo esto, Daniel se destacó por ser un gran estudiante en el colegio León XIII de Bogotá. Sin embargo, sus estudios se vieron obstaculizados cuando dejó la escuela para ayudar económicamente a su familia.

### Entrada en el mundo de la delincuencia
En 1960, Camargo se casó con Alcira Castillo. Había dejado atrás los problemas que vivió en su familia natal. En 1963 empiezan a aparecer cadáveres de niñas entre los 10 y 14 años en El Charquito, vereda ubicada al occidente de Soacha, Cundinamarca. Su matrimonio se desmoronó cuando, en 1967, sorprendió a su mujer con otro hombre. En ese momento, el odio por las mujeres fue el motor vital de Camargo. Según confesó años más tarde, consideraba al sexo femenino el culpable de todos los males que le habían acontecido en su vida.
Eso provocó que a partir de entonces, Camargo, junto a su nueva compañera sentimental, comenzara a violar a jovencitas vírgenes a base de narcotizarlas previamente. Pero la policía consiguió detenerlo en 1968 e imponerle una pena de cinco años. A su salida, Camargo continuó con sus actividades criminales y volvió a ingresar en prisión, esta vez con una pena de 25 años en la isla penitenciaria de Gorgona.
De los veinticinco años iniciales, Camargo tan sólo cumplió diez ya que consiguió escapar en 1984 pasando tres días a la deriva sin agua y sin comida. Logró llegar a orillas de Ecuador. En un país nuevo y donde no tenía antecedentes penales, Camargo empezó a cometer con total impunidad sus crímenes. Sus víctimas fueron de nuevo principalmente chicas jóvenes y vírgenes. Durante quince meses, la población ecuatoriana vivió aterrorizada por la presencia de un asesino, que despedazaba a sus víctimas. La policía no encontraba pistas ya que el asesino era extremadamente cuidadoso en sus crímenes. Fue condenado por 72 asesinatos (todas sus víctimas eran mujeres y niñas), pero se cree que mató a más de 150 mujeres o incluso a más de 200. Existe una investigación detallada de sus asesinatos en el libro Los monstruos en Colombia sí existen del antropólogo Esteban Cruz Niño, en ella se cuenta parte de su diario personal y se establece que hablaba perfectamente inglés y portugués.
El final de las psicopatías de Camargo llegó en 1986. Una inspección rutinaria de la policía ecuatoriana detuvo a un hombre de aspecto harapiento. Para sorpresa de los miembros del cuerpo de seguridad, descubrieron que, en la maleta que portaba, había numerosas prendas de ropa manchadas en sangre. En el interrogatorio posterior, Camargo confesó 71 víctimas. Después de un juicio sumarísimo, Camargo fue condenado a dieciséis años de cárcel y en prisión compartió patio con otro asesino serial prominente, Pedro Alonso López, llamado el Monstruo de Los Andes, quien se presume asesinó a más de trescientas niñas y jovencitas.

## Fallecimiento
Camargo no cumplió toda su condena ya que fue asesinado por otro recluso, Giovanny Arcesio Noguera Jaramillo, en el Centro de Rehabilitación de Varones N° 2 de Quito, el 13 de noviembre de 1994. Su asesino resultó ser el sobrino de una de sus víctimas.
Fue sepultado en la fosa número 798 de la necrópolis “El Batán”, de Quito.